# Victor French
Victor Edwin French (* 4. Dezember 1934 in Santa Barbara; † 15. Juni 1989 in Los Angeles) war ein US-amerikanischer Schauspieler und Regisseur. Er wurde insbesondere durch seine Rollen an der Seite von Michael Landon in den Fernsehserien Unsere kleine Farm und Ein Engel auf Erden bekannt.

## Leben
Victor Frenchs Vater Ted war Stuntman in Hollywood, seine Mutter war Nellie Louise Cowles. Ab Mitte der 1950er-Jahre übernahm er Gastrollen in diversen Fernsehserien und wirkte gelegentlich als Nebendarsteller an Kinofilmen mit. Besonders oft erfolgten Auftritte in Westernfilmen und -serien wie Rauchende Colts und Tausend Meilen Staub, in denen er anfangs vor allem bullige Schurken verkörperte. Eine markante Gastrolle hatte er 1965 in der erfolgreichen amerikanischen Serie Get Smart – als Agent 44, ein Geheimspion, der in der Lage ist, an den unwahrscheinlichsten Orten aufzutauchen. 1972 verkörperte er die Figur des Farmarbeiters Angelini in Robert Mulligans Horrorfilm The Other nach Tom Tryons Bestseller-Roman.
French war mehrmaliger Gastdarsteller in der Westernserie Bonanza, wobei er den Hauptdarsteller Michael Landon kennenlernte. Durch Landon erhielt er 1974 eine Rolle in der Familienserie Unsere kleine Farm, mit der sich sein Image änderte und die zugleich seinen Bekanntheitsgrad erheblich steigerte. In Unsere kleine Farm spielte er bis zum Serienende 1983 in einer festen Nebenrolle den gutherzigen und kinderlieben Isaiah Edwards. Zwischenzeitlich verließ er Unsere kleine Farm, um von 1977 bis 1979 in seiner eigenen Sitcom Carter Country die Hauptrolle eines Polizeichefs zu spielen. In dieser Zeit und danach hatte er auch Gastauftritte in Serien wie Die Waltons, Fame, Die Straßen von San Francisco. Eine seiner bekanntesten Spielfilmrollen hatte er 1982 im oscarprämierten Militärdrama Ein Offizier und Gentleman als Filmvater von Debra Winger.
1984 wurde er von seinem Freund Michael Landon für ein neues Serienprojekt engagiert. In der von Landon entwickelten Serie Ein Engel auf Erden spielte French einen ehemaligen Polizisten, dessen raues und verbittertes Weltbild durch den von Landon gespielten Engel Jonathan Smith positiv beeinflusst wird. Für Ein Engel auf Erden war French auch als Regisseur tätig und führte bei etwa jeder dritten Folge die Regie. Bereits zuvor hatte er bei einigen Folgen der Fernsehserien Rauchende Colts, Dallas und Unsere kleine Farm die Regie geführt. In der Theaterszene von Los Angeles war French ebenso als Regisseur und zudem als Schauspiellehrer tätig.

## Privates
1976 heiratete er die Schauspielerin Julie Cobb, die Tochter von Lee J. Cobb; die Ehe hielt zwei Jahre. Der Schauspieler war zweimal verheiratet und Vater eines Sohnes und von Zwillingen.
French starb im Juni 1989 kurz nach Beendigung der Dreharbeiten zur letzten Staffel von Ein Engel auf Erden an Lungenkrebs, der erst drei Monate zuvor diagnostiziert worden war. Er wurde eingeäschert und seine Asche in seinem Geburtsort Santa Barbara verstreut.

## Auszeichnungen und Ehrungen
- 1982 gewann French einen Los Angeles Critic Circle Award als Regisseur des Bühnenstücks Die 12 Geschworenen.[3]
- 1998 wurde Victor French in die Western Performers Hall of Fame des National Cowboy & Western Heritage Museum aufgenommen.

## Filmografie (Auswahl)

### Als Schauspieler
- 1955: Geschichten, die der Alltag schrieb (TV Reader’s Digest, Fernsehserie, eine Folge)
- 1960: Die glorreichen Sieben (The Magnificent Seven)
- 1962/1964: Die Leute von der Shiloh Ranch (The Virginian, Fernsehserie, 2 Folgen)
- 1962–1971: Bonanza (Fernsehserie, 5 Folgen)
- 1963: The Quick and the Dead
- 1963: Hawaiian Eye (Fernsehserie, Folge 4x19)
- 1963: 77 Sunset Strip (Fernsehserie, Folge 5x23)
- 1963: Sommer der Erwartung (Spencer’s Mountain)
- 1963: Temple Houston (Fernsehserie, Folge 1x03)
- 1964/1965: Tausend Meilen Staub (Rawhide, Fernsehserie, 2 Folgen)
- 1965: Ein Käfig voller Helden (Hogan’s Heroes, Fernsehserie, Folge 1x03)
- 1965: Mr. Ed (Mister Ed, Fernsehserie, Folge 6x06)
- 1965: Verrückter wilder Westen (The Wild Wild West, Fernsehserie, Folge 1x06)
- 1965: Mein Onkel vom Mars (My Favorite Martian, Fernsehserie, Folge 3x14)
- 1965/1966: Lassie (Fernsehserie, 2 Folgen)
- 1965–1966: Mini-Max (Get Smart, Fernsehserie, 7 Folgen)
- 1966: Batman (Fernsehserie, Folge 1x10 Zelda die Große – Teil 2)
- 1966: Der Western-Held (Hero, Fernsehserie, 11 Folgen)
- 1966/1967: Im Wilden Westen (Death Valley Days, Fernsehserie, 2 Folgen)
- 1966–1975: Rauchende Colts (Gunsmoke, Fernsehserie, 18 Folgen)
- 1967: Tarzan (Fernsehserie, Folge 1x20)
- 1967–1970: Daniel Boone (Fernsehserie, 4 Folgen)
- 1967–1973: FBI (The F.B.I., Fernsehserie, 3 Folgen)
- 1968: Gavilan
- 1968: Mein Freund Ben (Gentle Ben, Fernsehserie, Folge 2x04)
- 1968/1971: Kobra, übernehmen Sie (Mission: Impossible, Fernsehserie, 2 Folgen)
- 1969: Charro!
- 1969: Frank Patch – Deine Stunden sind gezählt (Death of a Gunfighter)
- 1970: Cutter duldet keinen Mord (Cutter’s Trail, Fernsehfilm)
- 1970: Zwei dreckige Halunken (There Was a Crooked Man...)
- 1970: Der Indianer (The Last Warrior)
- 1970: Dan Oakland (Dan August, Fernsehserie, Folge 1x10)
- 1970: Rio Lobo
- 1970/1974: Mannix (Fernsehserie, 2 Folgen)
- 1971: Missouri (Wild Rovers)
- 1972: The Other
- 1972: Chatos Land
- 1973: Die Straßen von San Francisco (The Streets of San Francisco, Fernsehserie, Folge 1x14)
- 1973: Kung Fu (Fernsehserie, Folge 1x15)
- 1973: California Cops – Neu im Einsatz (The Rookies, Fernsehserie, Folge 2x03)
- 1974: Die Waltons (The Waltons, Fernsehserie, Folge 2x20)
- 1974: The Nickel Ride
- 1974–1983: Unsere kleine Farm (Little House on the Prairie, Fernsehserie, 59 Folgen)
- 1976: Petrocelli (Fernsehserie, Folge 2x20)
- 1977–1979: Carter Country (Fernsehserie, 44 Folgen)
- 1979: CHiPs (Fernsehserie, Folge 3x02 Rollschuhrausch – Teil 2)
- 1980: Goldene Träume (The Golden Moment: An Olympic Love Story, Fernsehfilm)
- 1980: Die Geister von Huxley Hall (The Ghosts of Buxley Hall, Fernsehfilm)
- 1982: Ein Offizier und Gentleman (An Officer and a Gentleman)
- 1983: Unsere kleine Farm – Alberts Wille (Little House: Look Back to Yesterday, Fernsehfilm)
- 1984: Unsere kleine Farm – Das Ende von Walnut Grove (The Last Farewell, Fernsehfilm)
- 1984: Fame – Der Weg zum Ruhm (Fame, Fernsehserie, Folge 3x24)
- 1984: Unsere kleine Farm – Wo ist Rose? (Little House: Bless All the Dear Children, Fernsehfilm)
- 1984–1989: Ein Engel auf Erden (Highway to Heaven, Fernsehserie, 111 Folgen)

### Als Regisseur
- 1974–1975: Rauchende Colts (Gunsmoke, Fernsehserie, 5 Episoden)
- 1974–1984: Unsere kleine Farm (Little House on the Prairie, Fernsehserie, 20 Episoden)
- 1981: Buck Rogers (Fernsehserie, 1 Episode)
- 1982: Dallas (Fernsehserie, 1 Episode)
- 1982: Vater Murphy (Father Murphy, Fernsehserie, 1 Episode)
- 1984–1986: Ein Engel auf Erden (Highway to Heaven, Fernsehserie, 12 Episoden)